# Masami Tsuda
Masami Tsuda (津田 雅美 Tsuda Masami?, nacida el 9 de julio de 1970 en la prefectura de Kanagawa, Japón) es una mangaka japonesa, especializada en el manga de género shōjo.
En 1992, ganó un importante premio de la editorial Hakusensha por Aete Yokatta (会えてよかった?  lit.: Me alegro de haberte conocido). En 1993, el trabajo fue publicado en un número especial de la revista LaLa del 10 de marzo de 1993, marcando su debut. Desde entonces, sus mangas fueron presentados principalmente en las revistas LaLa y LaLa DX (ambas de Hakusensha).
Su obra principal es el manga Kareshi Kanojo no Jijō (en español, Las cosas de él y de ella, comúnmente conocido como Kare Kano), que fue animada por el director Hideaki Anno y emitida por TV Tokyo desde octubre de 1998 a marzo de 1999, contando con 26 episodios en total. Desde que finalizó Kare Kano, trabajó en la serie Chotto Edo Made, que apareció en LaLa desde mayo de 2008 hasta agosto de 2011. Luego comenzó a trabajar en Hinoko, que fue lanzado también en LaLa el 24 de marzo de 2012.

## Obras
- 1993 : Aete Yokatta (会えてよかった?), LaLa.
- 1993 : Ashita mata mori de aōne (あした また森であおうね?), LaLaSF Special, Hakusensha, one shot.
- 1994 : Busu to himegimi (ブスと姫君?), Hakusensha.
- 1994 : Tora to kamerion (トラとカメレオン?), LaLa, Hakusensha, one shot.
- 1995 : Tenshi no sumu heya (天使の棲む部屋?), Hakusensha, one shot.
- 1995-2005 : Kare Kano (彼氏彼女の事情 Kareshi Kanojo no Jij?), LaLa, Hakusensha, 21 volúmenes.
- 1996 : Onna ni natta hi (オンナになった日?), LaLa, Hakusensha, one shot.
- 1999 : Yume no shiro (夢の城?), LaLa, Hakusensha, one shot.
- 2005 : Akai mi (赤い実?), LaLa DX, Hakusensha, one shot.
- 2006-2008 : Eensy Weensy Monster (eensy-weensy モンスター?), LaLa, Hakusensha, 2 volúmenes.
- 2008 : Nostalgia (ノスタルジア?), LaLa, Hakusensha, one shot.[5]
- 2008-2011 : Chotto Edo Made (ちょっと江戸まで?), LaLa, Hakusensha.[2]
- 2012-2017 : Hinoko (ヒノコ?), LaLa, Hakusensha.[3][4]